# Svetlana Kapanina
Svetlana Vladimirovna Kapanina (in russo: Светлана Владимировна Капанина; Šchuchinsk, 22 dicembre 1968) è un'aviatrice e pilota acrobatica russa.

## Biografia
Nata nell'attuale Kazakistan, si è laureata in scienze farmaceutiche alla scuola di medicina di Tselinograd. Ha cominciato a pilotare aerei nel 1988, mentre lavorava nella sede di Kurgan del DOSAAF. Già nel 1991 era istruttrice di volo presso il DOSAAF di Irkutsk ed in seguito nuovamente a Kurgan. Sempre nel 1991 è entrata a far parte della squadra nazionale di volo acrobatico. Nel 1995 si è diplomata all'istituto tecnico aeronautico di Kaluga.
Ha vinto il titolo mondiale femminile di acrobazia aerea nel 1996, 1998 (con un terzo posto assoluto), 2001, 2003 (con il secondo posto assoluto), 2005, 2007 e 2011, e per due volte il titolo durante i World Air Games, nel 1997 e nel 2001. Nel 2008 ha vinto il titolo europeo a squadre, assieme a Mikhail Mamistov e Oleg Spolyansky; nell'individuale era giunta quarta, prima donna in classifica.
Dopo il quinto titolo mondiale, la Fédération aéronautique internationale l'ha insignita della medaglia FAI Sabiha Gökçen; già nel 1997 era stata insignita del Diploma Paul Tissandier.
Il presidente Vladimir Putin l'ha insignita dell'Ordine del Coraggio nel 2014.